# 15 februari
15 februari is de 46ste dag van het jaar in de gregoriaanse kalender. Hierna volgen nog 319 dagen (320 dagen in een schrikkeljaar) tot het einde van het jaar.

## Gebeurtenissen
- Algemeen
  - 495 - In Rome worden tot afgrijzen van de paus de Lupercalia gehouden.
  - 706 - Keizer Justinianus II laat in Constantinopel zijn voorgangers Leontios II en Tiberios II in het Hippodroom in het openbaar executeren.
  - 1864 - De 22-jarige Gerard Adriaan Heineken koopt brouwerij 'De Hooiberg' in Amsterdam. Dit is het begin van de firma Heineken.
  - 1912 - In Amsterdam wordt de Stichting Bouwfonds Handwerkers Vriendenkring opgericht om joodse Amsterdammers betere huisvesting te kunnen bieden.
  - 1961 - In België stort een Boeing 707 neer. 73 mensen komen om, waaronder het kunstschaatsteam van de Verenigde Staten.
  - 1971 - Decimal Day: Groot-Brittannië schakelt over op het decimale muntstelsel.
  - 1978 - In Pensacola, Florida wordt Ted Bundy gearresteerd, 47 dagen na zijn ontsnapping uit een cel in Glenwood Springs, Colorado.
  - 1982 - Tijdens een zware storm kapseist het boorplatform Ocean Ranger, op dat moment zo'n 315 kilometer zuidoost van St. John's, waarbij alle 82 bemanningsleden omkomen.
  - 1989 - Cockie van Giessel wordt de eerste vrouwelijke gezagvoerder van Nederland.
  - 1996 - De Liberiaanse tanker Sea Empress verliest 70.000 ton ruwe olie als hij bij Wales op de rotsen loopt.
  - 1999 - In Nairobi wordt PKK-leider Abdullah Öcalan gearresteerd.
  - 2005 - YouTube wordt opgericht door drie voormalige leden van PayPal.[1][2]
  - 2010 - In Buizingen bij Halle botsen twee treinen van de NMBS. Hierbij komen 18 mensen om het leven.
  - 2013 - In het Oeralgebied in de buurt van de plaats Tsjeljabinsk komt een meteoroïde de dampkring binnen. Vele honderden mensen raken gewond.
  - 2023 - Nieuw-Zeeland wordt getroffen door een aardbeving met een kracht van 6,1 op de schaal van Richter.[3]
- Media
  - 2024 - NTR zendt op NPO 2 de eerste aflevering van het twaalfde seizoen van het televisieprogramma Focus uit. De presentatie van het wetenschapsprogramma is in handen van Petra Grijzen.[4][5]
- Oorlog
  - 1898 - Het slagschip Maine wordt tot zinken gebracht in de haven van Havana. Begin van de Spaans-Amerikaanse Oorlog.
  - 1942 - Rond half vijf 's ochtends liep Hr. Ms. Van Ghent, door een navigatiefout, aan de grond in Stolze-straat op het kustrif van het eiland Bamidjo.
  - 1945 - Operatie Sonnenwende gaat van start. Hierdoor werd de Slag om Berlijn slechts enkele maanden uitgesteld.
  - 1989 - De laatste Sovjet-troepen verlaten Afghanistan.
  - 2003 - Miljoenen mensen protesteren wereldwijd tegen een eventuele oorlog tegen Irak.
- Politiek
  - 1906 - In Londen wordt de Labour partij opgericht.
  - 1922 - In Den Haag wordt het Internationaal Gerechtshof - gevestigd in het Vredespaleis - geopend.
  - 1933 - President Franklin Roosevelt ontsnapt ternauwernood aan een moordaanslag.
  - 1967 - Zeven leden van de nieuwe partij D66 worden in de Tweede Kamer gekozen.
  - 1972 - Brigade-generaal Guillermo Rodríguez Lara neemt in Ecuador de macht over van president José María Velasco Ibarra na een succesvolle staatsgreep.
  - 1986 - Een periode van onrust begint op de Filipijnen als het parlement Ferdinand Marcos aanwijst als winnaar van de verkiezingen van 8 dagen daarvoor.
  - 1991 - Een handelstop van de regeringsleiders van Hongarije, Polen en Tsjecho-Slowakije in het Hongaarse Visegrád leidt tot de oprichting van de Visegrádgroep of Visegrád 4 (V4).
  - 2011 - Het begin van de Opstand in Libië, een opstand tegen de Libische leider Moammar al-Qadhafi.
  - 2016 - President Alexander Loekasjenko van Wit-Rusland wordt geschrapt van de sanctielijst van de Europese Unie.
  - 2024 - Het Griekse parlement neemt een wet aan die het huwelijk tussen twee personen van hetzelfde geslacht toestaat (homohuwelijk). Griekenland is het eerste christelijk-orthodoxe land en het zestiende van de EU dat, ondanks tegenstand van de invloedrijke conservatieve kerk, hiertoe overgaat.[6]
- Religie
  - 1775 - Kardinaal Giovanni Angelo Braschi wordt gekozen tot Paus Pius VI.
  - 1908 - Goedkeuring van de Missionarissen van Afrika of Witte Paters door Paus Pius X.
- Sport
  - 1956 - Het Uruguayaans voetbalelftal bezegelt de negende eindoverwinning in de Copa América met een 1-0 zege in de slotwedstrijd op Argentinië.
  - 1970 - Ard Schenk wordt wereldkampioen schaatsen.
  - 1978 - Bokser Rudi Koopmans verliest in Ahoy' het duel om de Europese titel in het halfzwaargewicht van de Italiaan Aldo Travesaro.
  - 2014 - In Donetsk haalt de Fransman Renaud Lavillenie bij het indoor polsstokhoogspringen een hoogte van 6,16 meter en verbreekt daarmee het 21 jaar oude wereldrecord van Sergey Bubka.
  - 2022 - Op de Olympische Winterspelen 2022 haalt de Nederlandse damesploeg bestaande uit Ireen Wüst, Marijke Groenewoud en Irene Schouten bij het onderdeel ploegenachtervolging (schaatsen) de bronzen medaille door in de troostfinale de ploeg van Rusland te verslaan.[7]
- Wetenschap en technologie
  - 1936 - Hitler presenteert de Volkswagen.
  - 2005 - Boeing presenteert een nieuw 777-model. Met de 777-200LR Worldliner zouden non-stopvluchten tot 17.446 kilometer mogelijk zijn.
  - 2009 - In Utsteinen op Antarctica wordt de Belgische Prinses Elisabethbasis voor wetenschappelijk onderzoek ingehuldigd.
  - 2013 - Boven de stad Tsjeljabinsk in Rusland explodeert een meteoor. Duizenden gebouwen raken beschadigd en zo'n 1500 mensen raken gewond door de kracht van de explosie.[8]
  - 2022 - Lancering van een Sojoez raket met het Progress 80 ruimtevaartuig vanaf kosmodroom Bajkonoer in Kazachstan naar het ISS. Het ruimtevaartuig brengt zo'n 3 ton benodigdheden naar het ISS.[9]
  - 2023 - In een veld bij Saint-Pierre-le-Viger (Frankrijk) wordt door een team van FRIPON/Vigie-ciel een steen gevonden die na onderzoek de meteoriet blijkt te zijn van de heldere meteoor die in de nacht van 13 februari 2023 boven Europa is waargenomen.[10][11]
  - 2023 - Op een balkon van een woning ten noorden van Matera in Italië worden de eerste resten gevonden van de meteoriet die is overgebleven van de heldere meteoor die op 14 februari 2023 boven het gebied is waargenomen. Het is de tweede keer binnen enkele dagen tijd dat er een meteoriet wordt gevonden.[12]
  - 2024 - Lancering van een Falcon 9 raket van SpaceX vanaf Kennedy Space Center Lanceercomplex 39 voor de Nova-C (IM-1) missie met de maanlander Odysseus van Intuitive Machine. De maanlander draagt 6 ladingen voor NASA en verschillende andere voor commerciële bedrijven. De lander moet landen bij de Malapert A krater nabij de zuidpool van de Maan. De missie is onderdeel van NASA's Commercial Lunar Payload Services (CLPS) programma. Lanceercomplex 39A wordt voor het eerst sinds 1972 weer gebruikt voor het lanceren van een Maanmissie.[13]
  - 2024 - Lancering van een Falcon 9 raket van SpaceX vanaf Vandenberg Space Force Base SLC-4E voor de Starlink group 7-14 missie met 22 Starlink satellieten.[14]

## Geboren

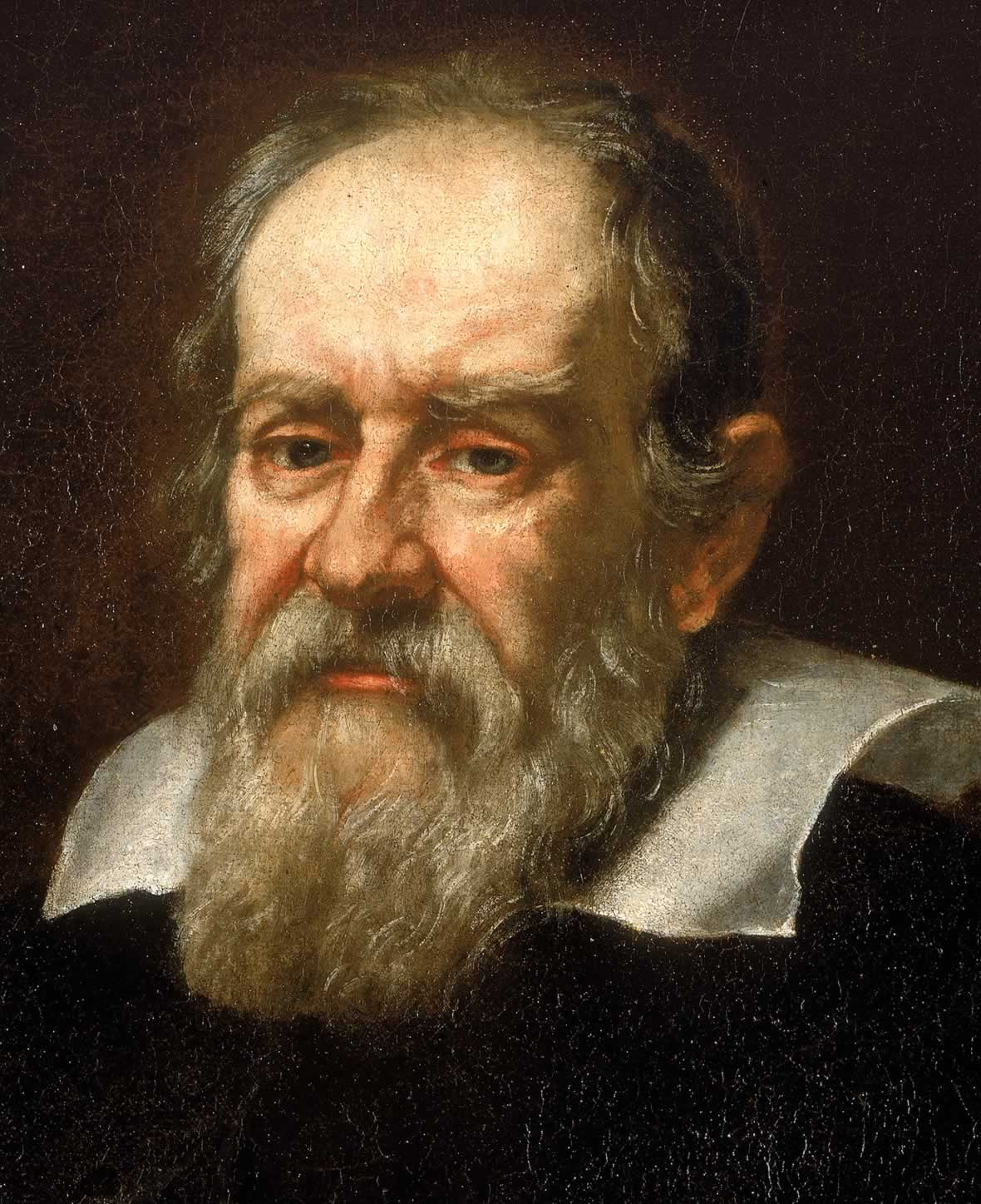
Galileo Galilei
geboren in 1564

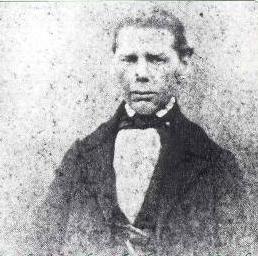
Johan Hendrik van Dale
geboren in 1828

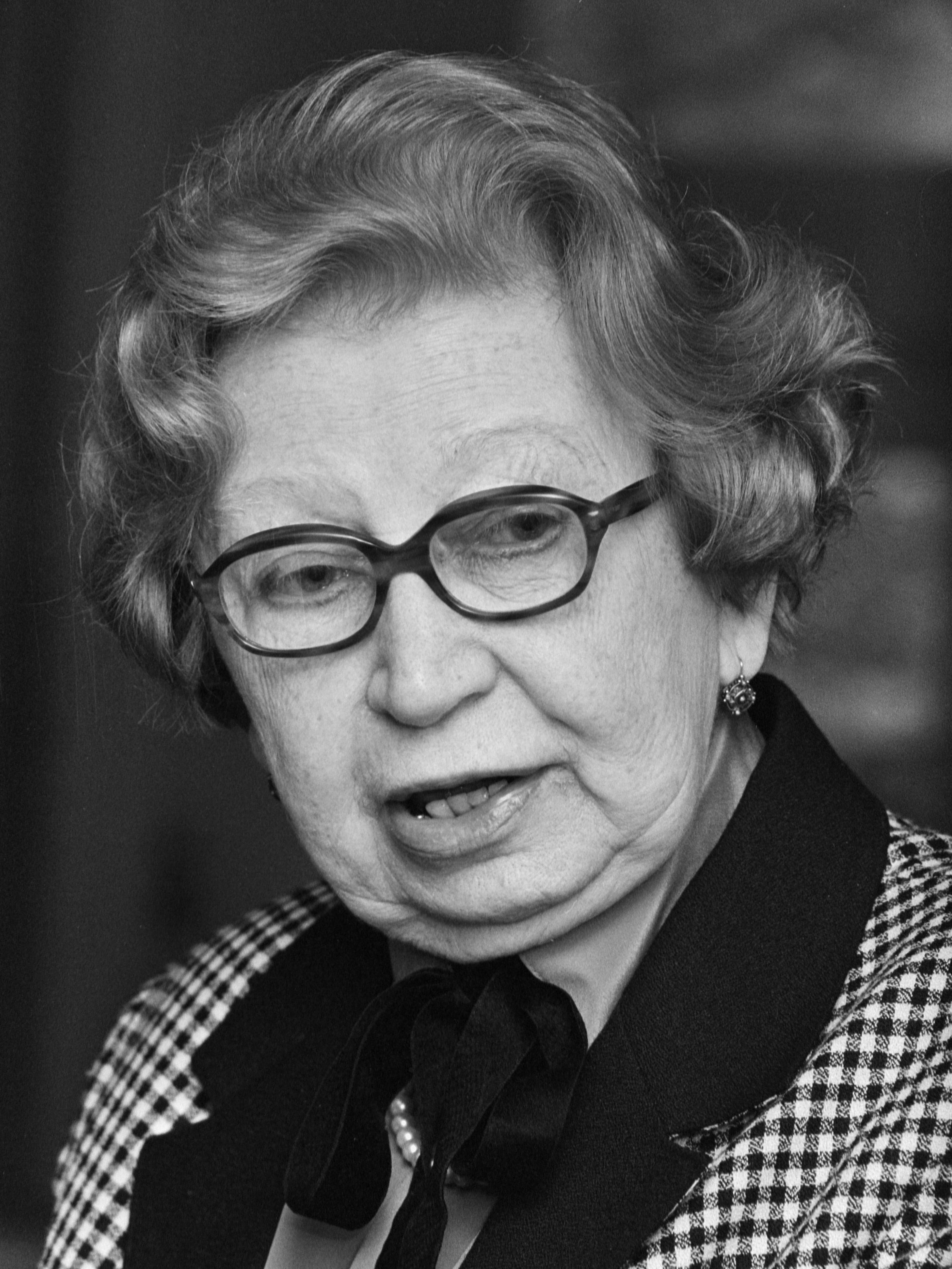
Miep Gies
geboren in 1909

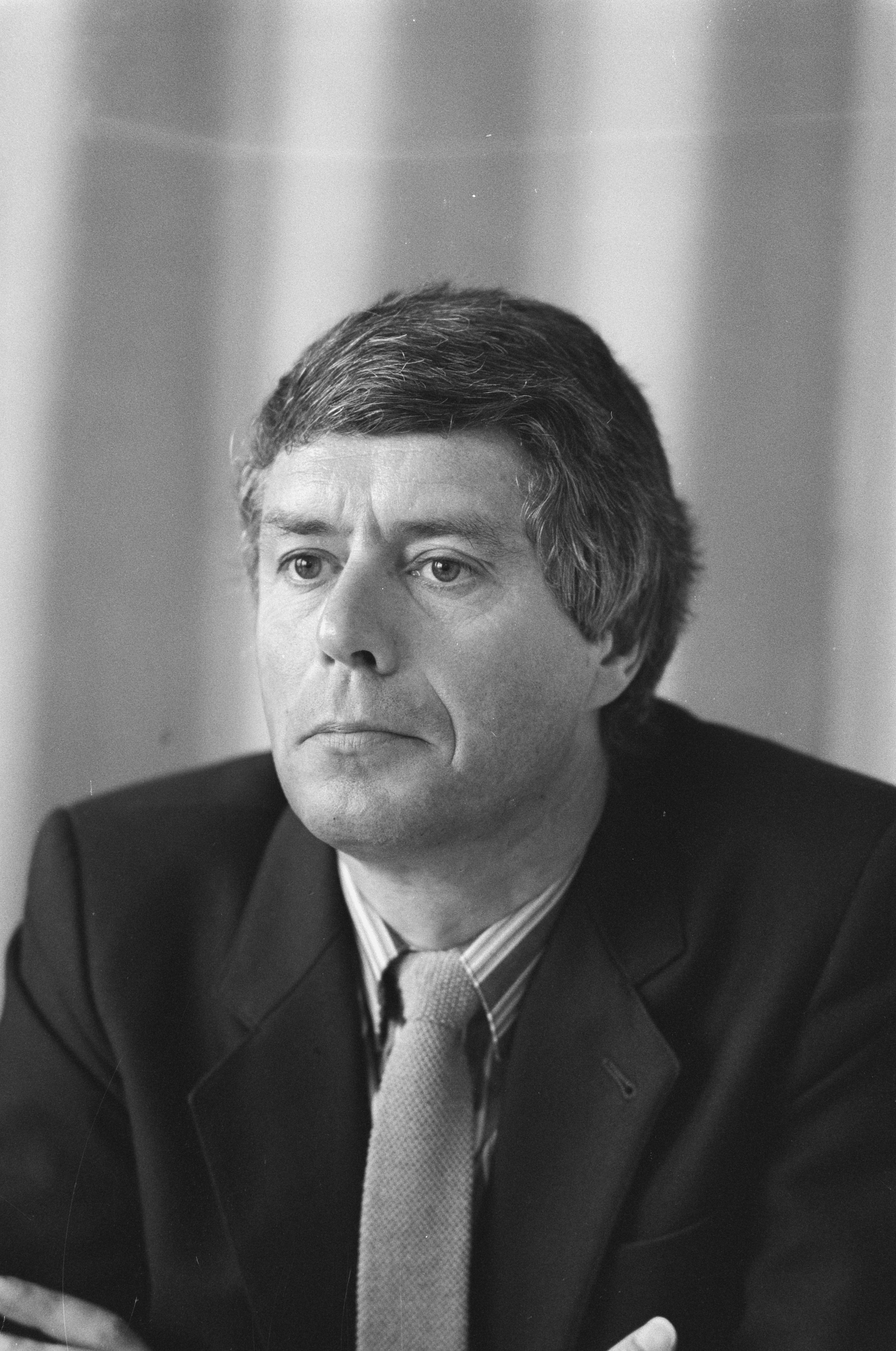
Klaas Wilting
geboren in 1943

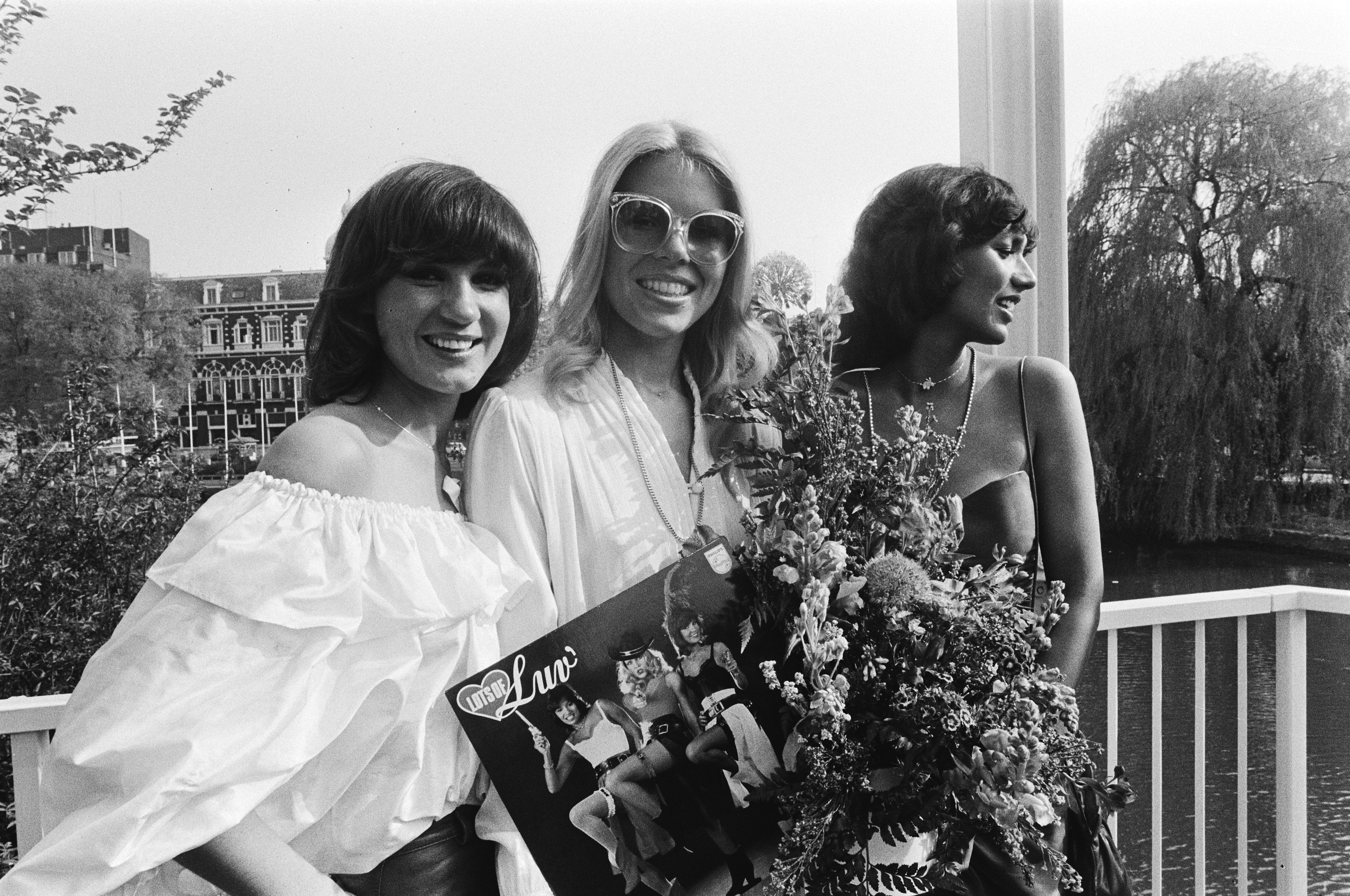
Marga Scheide (midden)
geboren in 1954

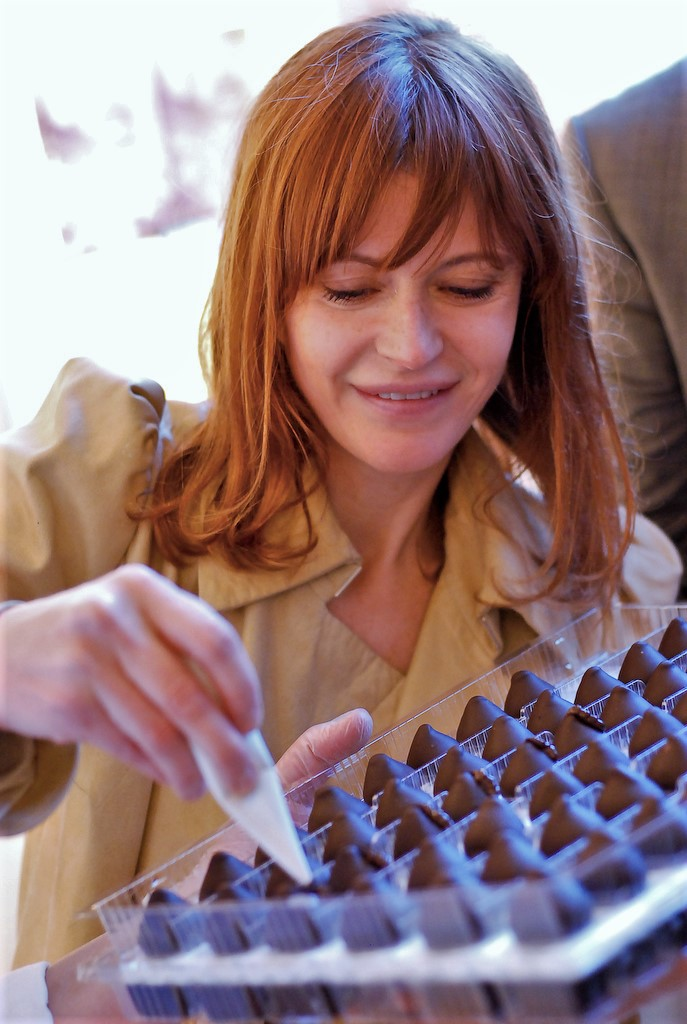
Axelle Red
geboren in 1968

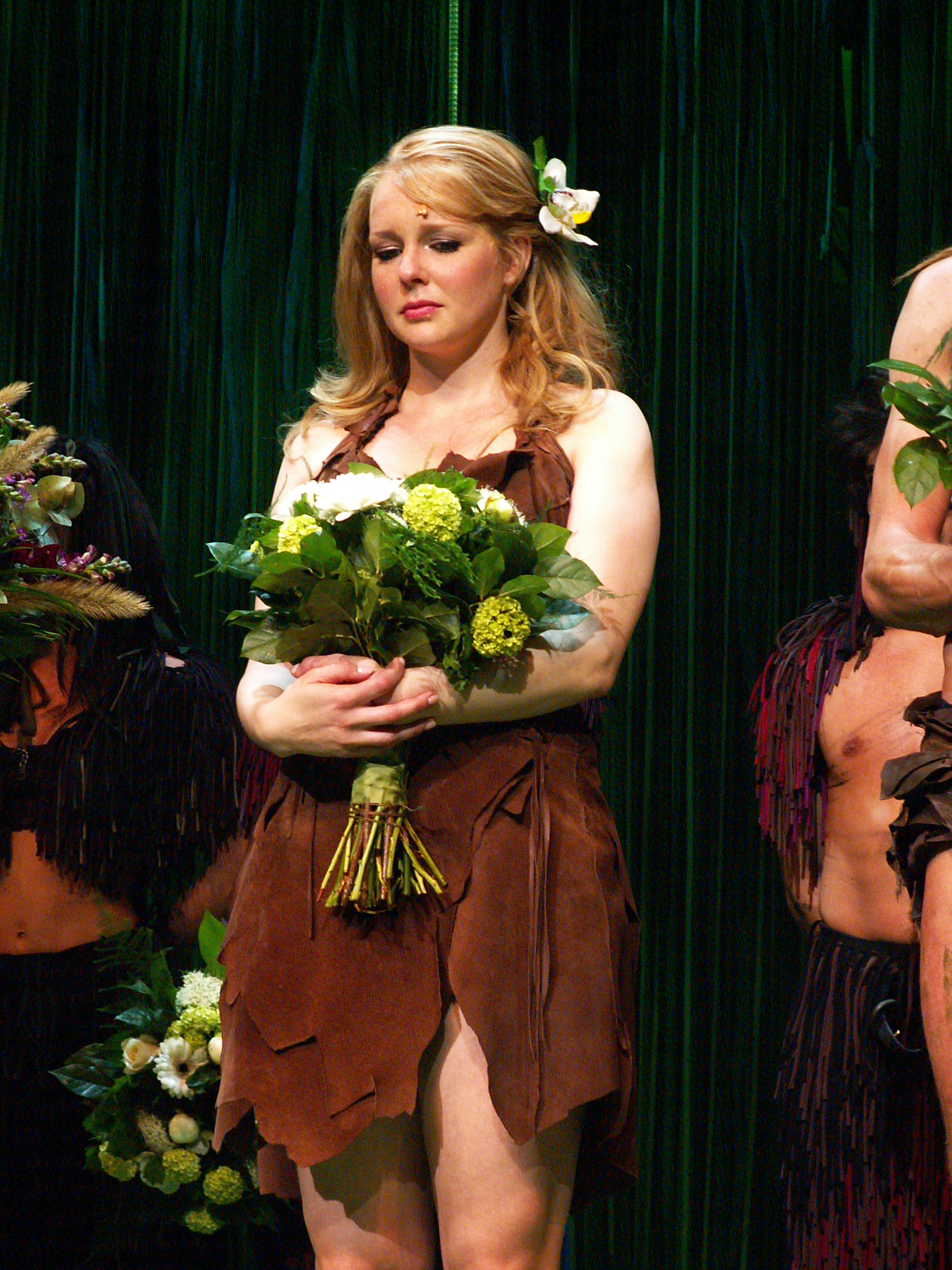
Chantal Janzen
geboren in 1979

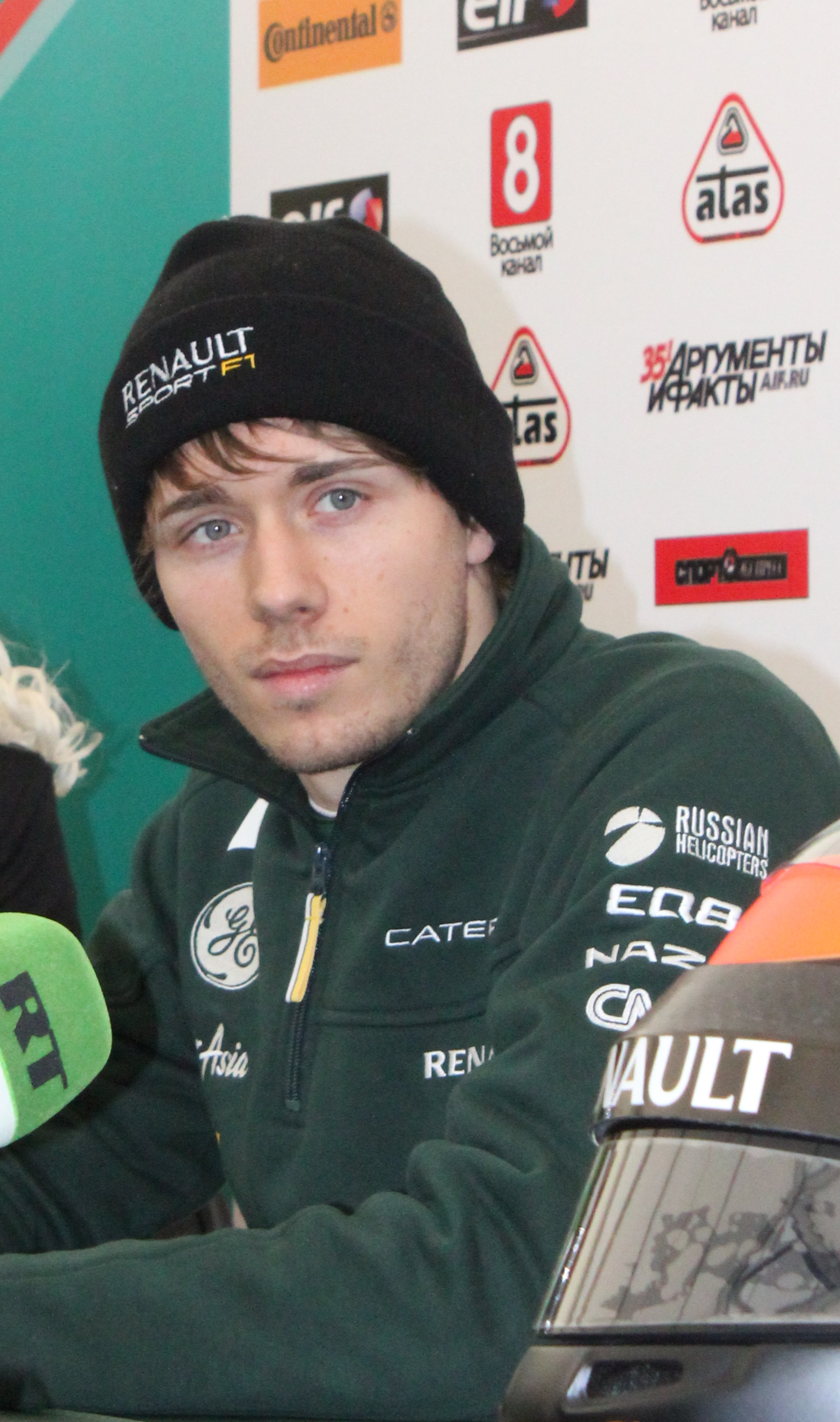
Charles Pic
geboren in 1990

- 1506 - Juliana van Stolberg, moeder Willem van Oranje (overleden 1580)
- 1564 - Galileo Galilei, Italiaans natuurkundige (overleden 1642)
- 1710 - Lodewijk XV, koning van Frankrijk (overleden 1774)
- 1724 - Peter Biron, hertog van Koerland (overleden 1800)
- 1748 - Jeremy Bentham, Engels jurist, filosoof en sociaal hervormer (overleden 1832)
- 1774 - Willem George Frederik van Oranje-Nassau, de jongste zoon van erfstadhouder en prins van Oranje Willem V en prinses Wilhelmina van Pruisen, bijgenaamd Fritz. Hij was de broer van koning Willem I der Nederlanden. (overleden 1799)
- 1795 - Ary Scheffer, Nederlands-Frans kunstschilder (overleden 1858)
- 1798 - Louis Rosenveldt, Nederlands acteur en schouwburgdirecteur (overleden 1867)
- 1803 - John Sutter, Zwitsers-Amerikaans ondernemer (overleden 1880)
- 1811 - Domingo Faustino Sarmiento, Argentijns president (overleden 1888)
- 1817 - Charles-François Daubigny, Frans schilder (overleden 1878)
- 1820 - Susan B. Anthony, Amerikaans feministe en burgerrechtenactiviste (overleden 1906)
- 1820 - Charles Estoppey, Zwitsers politicus (overleden 1888)
- 1825 - Paulus Jan Bosch van Drakestein, Commissaris van de Koning(in) van Noord-Brabant (overleden 1894)
- 1826 - Johnstone Stoney, Iers natuurkundige (overleden 1911)
- 1828 - Johan Hendrik van Dale, Nederlands onderwijzer en woordenboekmaker (overleden 1872)
- 1831 - Adolf Deucher, Zwitsers politicus (overleden 1912)
- 1853 - Frederick Treves, Brits medicus (overleden 1923)
- 1858 - Marcella Sembrich, Pools operazangeres (overleden 1935)
- 1859 - Jan de Boer, Nederlands gymnast (overleden 1941)
- 1861 - Alfred North Whitehead, Engels wiskundige en filosoof (overleden 1947)
- 1871 - Martin Knudsen, Deens natuurkundige (overleden 1949)
- 1873 - Modest Altschuler, Russisch cellist, dirigent en componist (overleden 1963)
- 1874 - Ernest Shackleton, Anglo-Iers ontdekkingsreiziger (overleden 1922)
- 1877 - Joseph Endepols, Nederlands neerlandicus en lexicograaf (overleden 1962)
- 1878 - Louis-Joseph Kerkhofs, Belgisch bisschop van Luik (overleden 1962)
- 1880 - Arthur Beier, Duits voetballer (overleden 1917)
- 1883 - Fritz Gerlich, Duits journalist (overleden 1934)
- 1884 - Alfred Gilbert, Amerikaans atleet (overleden 1961)
- 1893 - Harm Kamerlingh Onnes, Nederlands beeldend kunstenaar (overleden 1985)
- 1895 - Jovita Fuentes, Filipijns operazangeres (overleden 1978)
- 1895 - Tommy Thomson, Canadees atleet (overleden 1971)
- 1897 - Gerrit Kleerekoper, Nederlands turncoach (overleden 1943)
- 1901 - Paul Haesaerts, Belgisch kunstenaar (overleden 1974)
- 1903 - Ramón José Castellano, Argentijns aartsbisschop (overleden 1979)
- 1904 - Antonin Magne, Frans wielrenner (overleden 1983)
- 1905 - Harold Arlen, Amerikaans musicus, songwriter en musicalproducent (overleden 1986)
- 1905 - François Seydoux de Clausonne, Frans diplomaat (overleden 1981)
- 1906 - Jan Pijnenburg, Nederlands wielrenner (overleden 1979)
- 1909 - Miep Gies, Nederlandse die in de Tweede Wereldoorlog onderdak verleende aan Anne Frank en haar familie (overleden 2010)
- 1910 - Irena Sendler, Pools verzetsstrijder (overleden 2008)
- 1912 - Liselotte Spreng, Zwitsers politica (overleden 1992)
- 1913 - Willy Vandersteen, Belgisch striptekenaar (overleden 1990)
- 1914 - Toon Effern, Nederlands voetballer (overleden 2005)
- 1914 - Aatos Lehtonen, Fins voetballer en voetbalcoach (overleden 2005)
- 1916 - Erik Thommesen, Deens beeldhouwer (overleden 2008)
- 1918 - Allan Arbus, Amerikaans acteur (overleden 2013)
- 1918 - Hank Locklin, Amerikaans countryzanger (overleden 2009)
- 1919 - Earl Motter, Amerikaans autocoureur (overleden 1992)
- 1920 - Piet van Aken, Belgisch schrijver (overleden 1984)
- 1920 - Hans Blees, Duits autocoureur (overleden 1994)
- 1920 - Anne-Catharina Vestly, Noors schrijfster van kinderboeken (overleden 2008)
- 1921 - Jan Pen, Nederlands econoom (overleden 2010)
- 1923 - Jelena Bonner, Russisch dissidente (overleden 2011)
- 1924 - Jan Andries de Nooij, Nederlands verzetsstrijder (overleden 2016)
- 1924 - Helmut Oberlander, Sovjet-Duits holocaustpleger (overleden 2021)
- 1926 - Rubén Fuentes, Mexicaans violist en componist (overleden 2022)
- 1926 - Jan Hooglandt, Nederlands topman (overleden 2008)
- 1926 - Luzia Hartsuyker-Curjel Nederlands-Duits architecte (overleden 2011)
- 1926 - Trees Keultjes, Nederlands politieagente (overleden 2022)
- 1927 - Harvey Korman, Amerikaans (stem)acteur en komiek (overleden 2008)
- 1927 - Carlo Maria Martini, Italiaans kardinaal-aartsbisschop van Milaan (overleden 2012)
- 1928 - Luis Posada, Cubaans terrorist (overleden 2018)
- 1929 - Graham Hill, Brits autocoureur (overleden 1975)
- 1929 - James Schlesinger, Amerikaans politicus (overleden 2014)
- 1930 - Walter Herssens, Belgisch atleet (overleden 1992)
- 1930 - Lilo Kobi, Zwitsers zwemster (overleden 2022)
- 1931 - Claire Bloom, Brits actrice
- 1933 - Kelvin Felix, Dominicaans kardinaal (overleden 2024)
- 1934 - Niklaus Wirth, Zwitsers ontwikkelaar van diverse programmeertalen (overleden 2024)
- 1935 - Susan Brownmiller, Amerikaans journaliste, schrijfster en activiste (overleden 2025)
- 1935 - Bertien van Manen, Nederlands fotografe (overleden 2024)
- 1937 - Coen Moulijn, Nederlands voetballer (overleden 2011)
- 1938 - John Maas, Nederlands Inspecteur-Generaal der Krijgsmacht (overleden 2005)
- 1939 - Ole Ellefsæter, Noors langlaufer en atleet (overleden 2022)
- 1939 - Robert Hansen, Amerikaans seriemoordenaar (overleden 2014)
- 1940 - Hamzah Haz, Indonesisch politicus; vice-president 2001-2004 (overleden 2024)
- 1941 - Brian Holland, Amerikaans songwriter en producer
- 1942 - Jacques Caufrier, Belgisch waterpoloër en sportbestuurder (overleden 2012)
- 1942 - Petar Fajfrić, Servisch handballer (overleden 2021)
- 1942 - Paula Majoor, Nederlands actrice
- 1943 - France Cukjati, Sloveens theoloog, arts en politicus
- 1943 - Klaas Wilting, Nederlands voorlichter van de politie van Amsterdam en producent van bedrijfsfilms
- 1944 - Dzjochar Doedajev, Tsjetsjeens politicus (overleden 1996)
- 1944 - Tineke Netelenbos, Nederlands politica
- 1945 - John Helliwell, Brits klarinettist en saxofonist
- 1945 - Helmert Woudenberg, Nederlands acteur en regisseur (overleden 2023)
- 1946 - Dick van Dijk, Nederlands voetballer (overleden 1997)
- 1947 - John Adams, Amerikaans componist en dirigent
- 1947 - Wenche Myhre, Noors zangeres
- 1947 - Arnie Treffers, Nederlands zanger (overleden 1995)
- 1947 - Hans van Hoek, Nederlands beeldend kunstenaar
- 1948 - Art Spiegelman, Amerikaans auteur en uitgever
- 1949 - Marc Heck, Belgisch atleet
- 1949 - Francisco Maturana, Colombiaans voetballer en voetbalcoach
- 1950 - Lambert Micha, Belgisch atleet
- 1950 - Donna Hanover, Amerikaans actrice, filmproducente, journaliste en schrijfster
- 1951 - Joost Bellaart, Nederlands hockeycoach (overleden 2020)
- 1951 - Jane Seymour, Amerikaans actrice
- 1952 - Jens Jørn Bertelsen, Deens voetballer
- 1952 - Tomislav Nikolić, Servisch politicus
- 1952 - Arthur Parkin, Nieuw-Zeelands hockeyer (overleden 2023)
- 1953 - Gianni Beschin, Italiaans voetbalscheidsrechter (overleden 2021)
- 1954 - Matt Groening, Amerikaans striptekenaar en animatiefilmmaker
- 1954 - Hepzibah Kousbroek, Nederlands schrijfster en vertaalster (overleden 2009)
- 1954 - Armand Parmentier, Belgisch atleet
- 1954 - Marga Scheide, Nederlands zangeres
- 1955 - Janice Dickinson, Amerikaans fotomodel
- 1956 - Hervé Guilleux, Frans motorcoureur
- 1956 - Nils Landgren, Zweeds musicus
- 1957 - Herlin Riley, Amerikaans drummer
- 1958 - Mark Hebden, Brits schaker
- 1959 - Achmed de Kom, Nederlands atleet
- 1960 - Bjørg Eva Jensen, Noors schaatsster
- 1962 - Milo Đukanović, Montenegrijns politicus
- 1963 - Christel Domen, Belgisch actrice
- 1963 - Guildo Horn, Duits schlagerzanger
- 1964 - Jos Everts, Nederlands triatleet
- 1965 - Gustavo Quinteros, Argentijns-Boliviaans voetballer en voetbalcoach
- 1966 - Stephen Ackles, Noors muzikant (overleden 2023)
- 1966 - Roman Kosecki, Pools voetballer en politicus
- 1967 - Kelley Menighan Hensley, Amerikaans actrice
- 1967 - Paula Udondek, Nederlands actrice, televisiepresentatrice, columniste en schrijfster
- 1968 - Eddy Gragus, Amerikaans wielrenner
- 1968 - Axelle Red, Belgisch zangeres
- 1968 - Mieke Suys, Belgisch triatleet
- 1969 - Anja Andersen, Deens handbalster en handbalcoach
- 1969 - Eddy Seigneur, Frans wielrenner
- 1970 - Dieter Troubleyn, Belgisch acteur
- 1970 - Mark Warnecke, Duits zwemmer
- 1972 - Héctor Carabalí, Ecuadoraans voetballer
- 1972 - Michelle, Duits schlagerzangeres
- 1972 - Alain Sergile, Haïtiaans zwemmer
- 1972 - Isabelle Vandenabeele, Belgisch illustrator
- 1973 - Kateřina Neumannová, Tsjechisch langlaufster
- 1973 - Amy Van Dyken, Amerikaans zwemster
- 1973 - Sarah Wynter, Australische actrice
- 1974 - Gina Lynn, Puerto Ricaans pornoactrice
- 1974 - Tomi Putaansuu, Fins zanger
- 1974 - Alexander Wurz, Oostenrijks autocoureur
- 1975 - Ivan Cudin, Italiaans atleet
- 1975 - Robert Fuchs, Nederlands voetballer
- 1975 - Annemarie Kramer, Nederlands atlete
- 1975 - Michael Steen Nielsen, Deens wielrenner
- 1976 - Óscar Freire, Spaans wielrenner
- 1976 - Daniël Fridman, Lets schaker
- 1977 - Milenko Ačimovič, Sloveens voetballer
- 1977 - Damien Faulkner, Iers autocoureur
- 1977 - Anderson Gils de Sampaio, Braziliaans voetballer
- 1977 - Øystein Grødum, Noors schaatser
- 1977 - Volodymyr Hoestov, Oekraïens wielrenner
- 1977 - Julien Smink, Nederlands wielrenner
- 1978 - Alejandro Lembo, Uruguayaans voetballer
- 1979 - Chantal Janzen, Nederlands actrice en musicalster
- 1979 - Gordon Shedden, Schots autocoureur
- 1979 - Mara van Vlijmen, Nederlands actrice
- 1981 - Heurelho da Silva Gomes, Braziliaans voetbaldoelman
- 1981 - Olivia, Amerikaans zangeres
- 1982 - Yoandri Betanzos, Cubaans atleet
- 1982 - Tahesia Harrigan-Scott, Atlete uit de Britse Maagdeneilanden
- 1982 - James Yap, Filipijns basketballer
- 1983 - Ronaldo Bianchi, Italiaans voetballer
- 1983 - Ashley Lyn Cafagna, Amerikaans actrice en model
- 1984 - Erik Cadée, Nederlands atleet
- 1984 - Dorota Rabczewska, Pools zangeres
- 1985 - Gøril Snorroeggen, Noors handbalster
- 1986 - Mohammed Abubakari, Ghanees voetballer
- 1986 - Valeri Bojinov, Bulgaars voetballer
- 1986 - Gelete Burka, Ethiopisch atlete
- 1986 - Gabriel Paletta, Argentijns voetballer
- 1986 - Amber Riley, Amerikaans actrice en zangeres
- 1988 - Nick Catsburg, Nederlands autocoureur
- 1988 - Roel Dirven, Nederlands acteur en toneelspeler
- 1988 - Peetu Piiroinen, Fins snowboarder
- 1990 - Charles Pic, Frans autocoureur
- 1990 - Margarita Monet, Amerikaans zangeres
- 1992 - Leandro Mercado, Argentijns motorcoureur
- 1992 - Yakov Yan Toumarkin, Israëlisch zwemmer
- 1992 - Kristaps Zvejnieks, Lets alpineskiër
- 1994 - Nico Denz, Duits wielrenner
- 1996 - Synne Jensen, Noors voetbalster
- 1997 - Will Palmer, Brits autocoureur
- 1998 - George Russell, Brits autocoureur
- 1999 - Duncan Massink, Nederlands YouTuber
- 2002 - Kyra Cooney-Cross, Australisch voetbalster

## Overleden

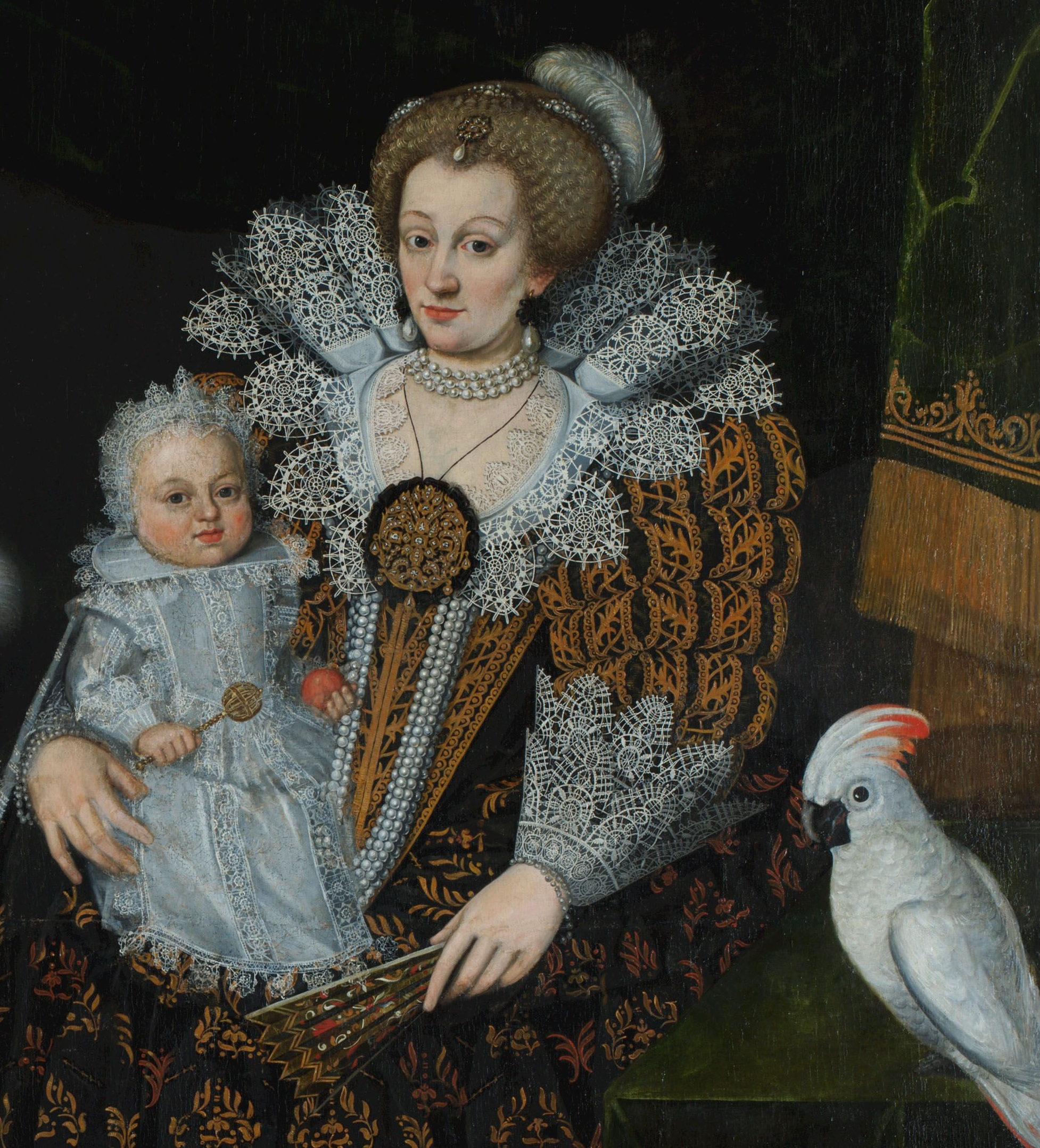
Juliana van Nassau-Siegen
overleden in 1643

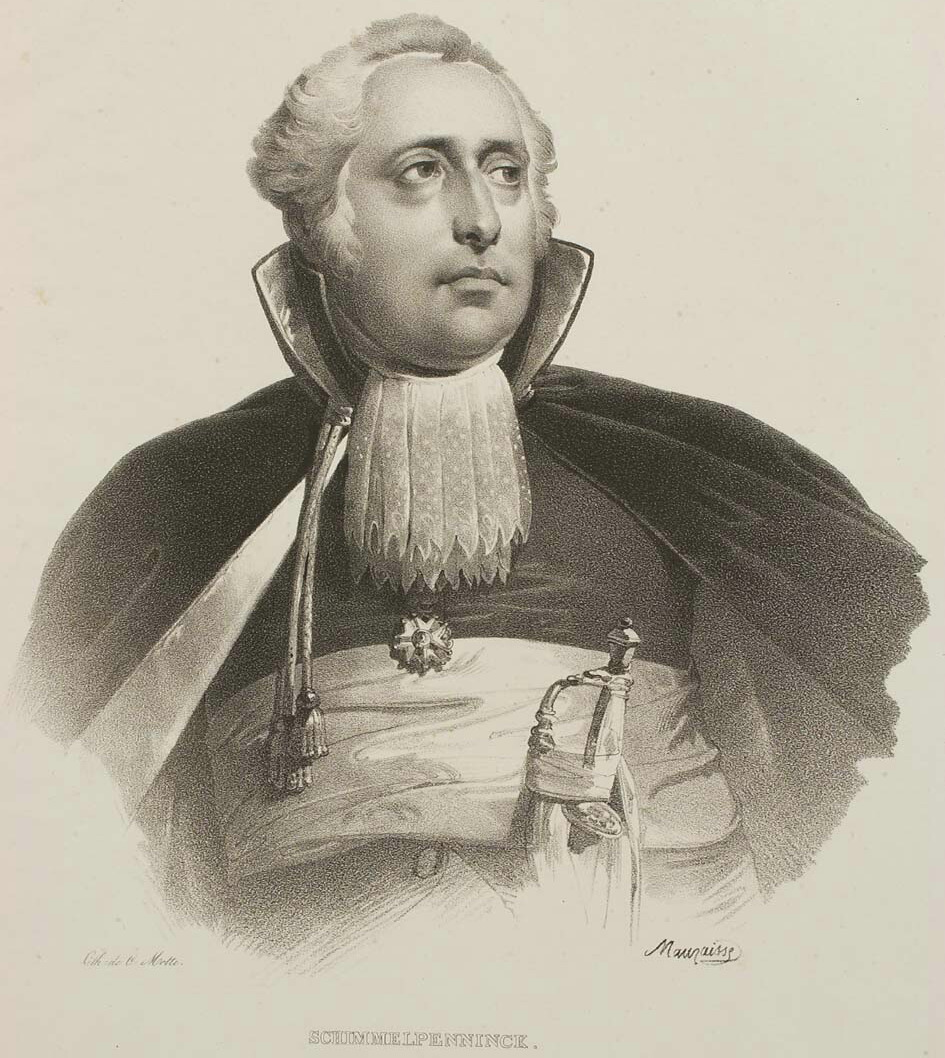
Rutger Jan Schimmelpenninck
overleden in 1825

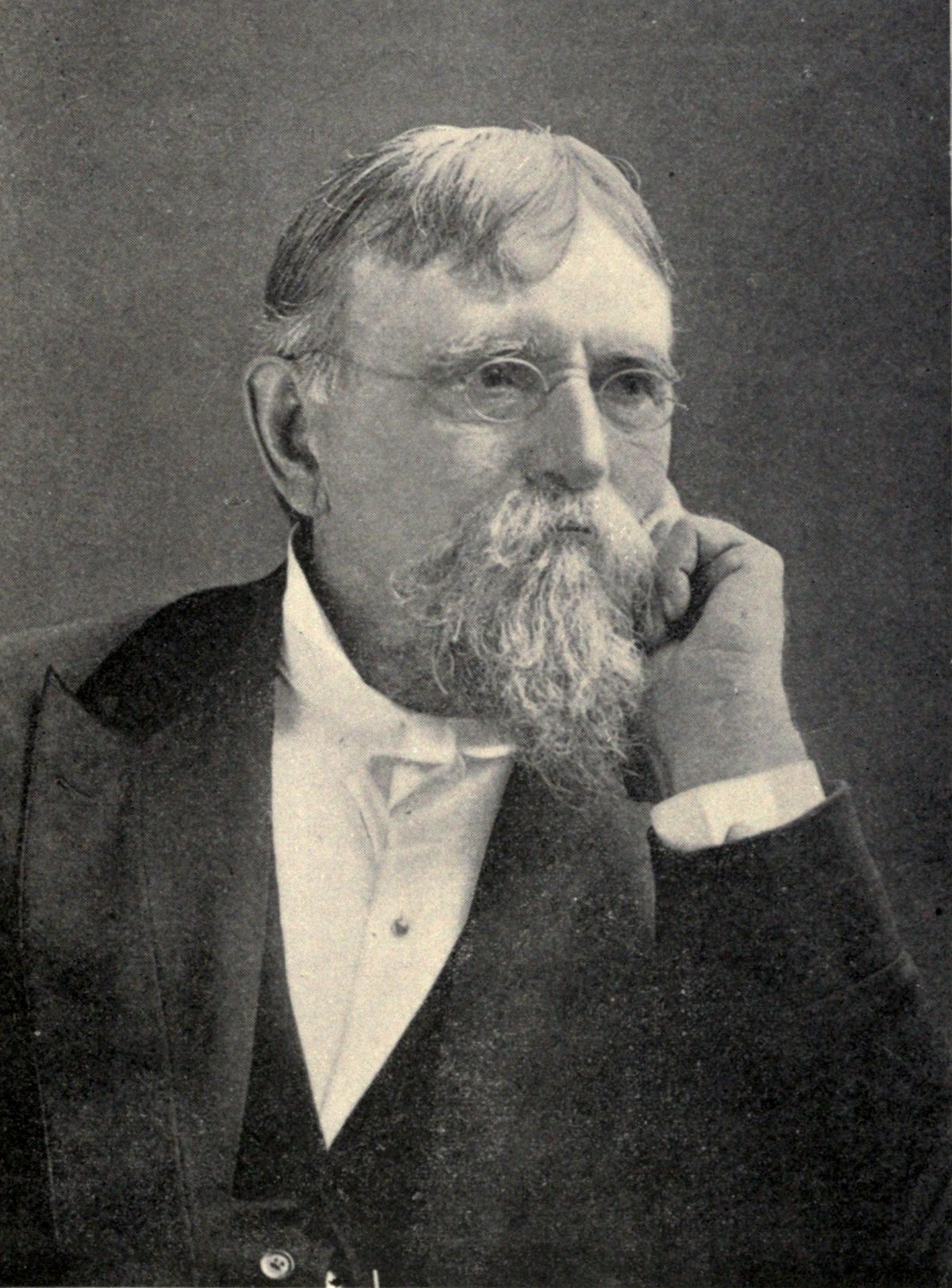
Lew Wallace
overleden in 1905

- 670 - Oswiu, koning van Bernicia en Northumbria
- 706 - Leontios II, keizer van het Byzantijnse Rijk
- 706 - Tiberios II, keizer van het Byzantijnse Rijk
- 1637 - Ferdinand II (58), keizer van het Heilige Roomse Rijk
- 1643 - Juliana van Nassau-Siegen (55), Duits landgravin
- 1682 - Claude de la Colombière (41), Frans jezuïet en heilige
- 1742 - Bohuslav Matěj Černohorský (57), Tsjechisch componist en organist
- 1781 - Gotthold Ephraim Lessing (52), Duits schrijver
- 1825 - Rutger Jan Schimmelpenninck (63), Nederlands jurist, ambassadeur en politicus
- 1849 - Pierre-François Verhulst (44), Belgisch wiskundige
- 1857 - Michail Glinka (52), Russisch componist
- 1862 - Barbu Catargiu (54), Roemeens journalist en politicus
- 1879 - Willem Josephus van Zeggelen (67), Nederlands dichter
- 1882 - Henry Trigg (90), West-Australisch pionier en koloniaal ambtenaar
- 1905 - Lew Wallace (77), Amerikaans politicus, generaal en schrijver
- 1910 - El Marinero (52), Spaans torero
- 1911 - Theodor Escherich (53), Duits arts en microbioloog
- 1921 - Mary Cameron (55), Schots kunstschilder
- 1928 - Jakob Smits (72), Nederlands-Belgisch kunstschilder
- 1934 - Ai Xia (21), Chinees filmacteur
- 1961 - Laurence Owen (16), Amerikaans kunstschaatsster
- 1961 - Maribel Vinson (49), Amerikaans kunstschaatsster
- 1964 - Sewraam Rambaran Mishre (48), Surinaams politicus
- 1965 - Nat King Cole (45), Amerikaans jazzmusicus
- 1966 - Camilo Torres (37), Colombiaans priester en revolutionair
- 1970 - Frank Clement (83), Brits autocoureur
- 1972 - Edgar Snow (66), Amerikaans journalist
- 1974 - Conel Alexander (64), Brits schaker
- 1974 - Cyrille Van Hauwaert (90), Belgisch wielrenner
- 1979 - Zbigniew Seifert (32), Pools jazzviolist
- 1982 - Joseph Custers (77), Belgisch politicus
- 1983 - Waldeck Rochet (77), Frans communistisch politicus
- 1986 - Adolf Langer (84), Tsjechisch componist, dirigent, muziekpedagoog en publicist
- 1988 - Richard Feynman (79), Amerikaans natuurkundige en Nobelprijswinnaar
- 1988 - Cees Robben (78), Nederlands tekenaar
- 1990 - Frans Kellendonk (39), Nederlands schrijver
- 1992 - Daniël Coens (53), Belgisch politicus
- 1993 - Marie-Louise Vaessen (64), Nederlands zwemster
- 1999 - Big L (24), Amerikaans rapper
- 1999 - Billy Garrett (65), Amerikaans autocoureur
- 1999 - Henry Kendall (72), Amerikaans natuurkundige en Nobelprijswinnaar
- 2000 - Anton Dreesmann (76), Nederlands ondernemer
- 2000 - Ray Knepper (79), Amerikaans autocoureur
- 2000 - Oompie Koerier (62), Nederlands etherpiraat en zanger
- 2002 - Kevin Smith (38), Nieuw-Zeelands acteur
- 2004 - Luigi Taramazzo (71), Italiaans autocoureur
- 2006 - Sun Yun-Suan (92), voormalig premier van de Volksrepubliek China
- 2007 - Robert Adler (93), Oostenrijks-Amerikaans natuurkundige en uitvinder
- 2007 - Ray Evans (92), Amerikaans songwriter
- 2008 - Steve Fossett (64), Amerikaans zakenman en avonturier, doodverklaard na vermissing sinds 3 september 2007
- 2008 - Jan Hooglandt (82), Nederlands topman
- 2009 - Konrad Dannenberg (96), Duits-Amerikaans ruimtevaartpionier
- 2009 - Susanne Heynemann (95), Nederlands typografe en grafisch vormgeefster
- 2009 - Dan Van Severen (82), Belgisch kunstschilder
- 2010 - Washington Luiz de Paula (57), Braziliaans voetballer
- 2012 - Alan Cottrell (92), Brits metallurgist en fysicus
- 2012 - Paul Wuyts (63), Belgisch acteur
- 2012 - Gerrit Ybema (66), Nederlands politicus
- 2013 - Eric Ericson (94), Zweeds koordirigent en -pedagoog
- 2013 - Giovanni Narcis Hakkenberg (89), Nederlands marinier en ridder der Militaire Willemsorde
- 2015 - Steve Montador (35), Canadees ijshockeyer
- 2016 - Lucien Acou (94), Belgisch wielrenner
- 2016 - Paul Bannon (59), Iers voetballer
- 2016 - George Gaynes (98), Amerikaans acteur
- 2016 - Hans Posthumus (68), Nederlands voetballer
- 2016 - Jean Rabier (89), Frans cinemafotograaf
- 2016 - Vanity (57), Canadees zangeres en actrice
- 2018 - Lassie Lou Ahern (97), Amerikaans actrice
- 2018 - Loet Mennes (83), Nederlands ontwikkelingseconoom
- 2019 - Lee Radziwill (85), Amerikaans socialite
- 2020 - A.E. Hotchner (102), Amerikaans schrijver
- 2021 - Leopoldo Luque (71), Argentijns voetballer
- 2021 - Johnny Pacheco (85), Dominicaans salsamuzikant
- 2021 - Eva Maria Pracht (83), Canadees-Duits ruiter
- 2022 - Roger Lambrecht (90), Belgisch voetbalbestuurder en ondernemer
- 2022 - P.J. O'Rourke (74), Amerikaans journalist en schrijver
- 2022 - Ricardo Puno jr. (76), Filipijns jurist, televisiepresentator en columnist
- 2022 - Józef Zapędzki (92), Pools schutter
- 2023 - Paul Berg (96), Amerikaans biochemicus
- 2023 - Cilia Erens (76), Nederlands geluidskunstenares
- 2023 - Raquel Welch (82), Amerikaans actrice
- 2023 - Jacques de Wit (90), Nederlands voetballer en voetbaltrainer
- 2024 - Gérard Barray (92), Frans acteur
- 2024 - Lizan Freijsen (63), Nederlands beeldend kunstenares
- 2024 - Kagney Linn Karter (36), Amerikaans pornoactrice
- 2024 - Roeland Nolte (79), Nederlands hoogleraar en scheikundige
- 2024 - Henry Rono (72), Keniaans atleet
- 2025 - Jaap van der Doef (90), Nederlands politicus
- 2025 - Tonny Zwollo (83), Nederlands architecte
- 2025 - Marianna Franken (97), Nederlands keramiste
- 2025 -  Muhsin Hendricks (57), Zuid-Afrikaans imam

## Viering/herdenking
- Vlagdag (Canada)

Servië Onafhankelijksdag

- Servië - Onafhankelijkheidsdag (1804)
- Rooms-Katholieke kalender:
  - Heilige Siegfried van Zweden († 1045)
  - Heilige Georgia (van Clermont) († c. 500)
  - Heilige Claude de la Colombière († 1682)
  - Heilige 21 Koptische Martelaren († 2015)
  - Heilige Faustinus en Jovita van Brescia († c. 120)
- Nehan'e - Dag waarop Japanse boeddhisten Boeddha's dood (overgang tot het eeuwige nirvana) herdenken

## Weerextremen

### Nederland
| | Officiële records | Officiële records | Officiële records |      | Landelijke records | Landelijke records | Landelijke records  |
| Gebeurtenis | Jaar              | Extreem           | Locatie           | Jaar | Extreem            | Locatie            |                     |
| --- | ----------------- | ----------------- | ----------------- | ---- | ------------------ | ------------------ | ------------------- |
| Laagste etmaalgemiddelde temperatuur (°C) | 1929              | −11,8             | De Bilt           |      | 1929               | −14,4              | Eelde               |
| Hoogste etmaalgemiddelde temperatuur (°C) | 2024              | 12,8              | De Bilt           |      | 2024               | 13,9               | Woensdrecht         |
| Laagste minimumtemperatuur (°C) | 1956              | −19,5             | De Bilt           |      | 1956               | −23,2              | Deelen              |
| Hoogste minimumtemperatuur (°C) | 2024              | 10,7              | De Bilt           |      | 2024               | 12,0               | Westdorpe           |
| Laagste maximumtemperatuur (°C) | 1929              | −7,2              | De Bilt           |      | 1929               | −10,9              | Eelde               |
| Hoogste maximumtemperatuur (°C) | 2024              | 15,5              | De Bilt           |      | 2024               | 18,0               | Woensdrecht         |
| Hoogste uurgemiddelde windsnelheid (m/s) | 1908              | 14,4              | De Bilt           |      | 1990               | 22,1               | Hoek van Holland    |
| Hoogste windstoot (m/s) | 1960              | 22,6              | De Bilt           |      | 2014               | 34,0               | Vlakte van De Raan  |
| Langste zonneschijnduur (uur) | 2001              | 9,0               | De Bilt           |      | 1985               | 9,3                | Rotterdam           |
| Langste neerslagduur (uur) | 1987              | 12,9              | De Bilt           |      | 1987               | 24,0               | Maastricht          |
| Hoogste etmaalsom van de neerslag (mm) | 1995              | 15,5              | De Bilt           |      | 1987               | 30,5               | Maastricht          |
| Laagste etmaalgemiddelde relatieve vochtigheid (%) | 1994              | 42                | De Bilt           |      | 1994               | 40                 | Leeuwarden, Twenthe |
| Laagste uurwaarde luchtdruk op zeeniveau (hPa) | 1971              | 975,0             | De Bilt           |      | 1971               | 972,3              | Hoek van Holland    |
| Hoogste uurwaarde luchtdruk op zeeniveau (hPa) | 1934              | 1045,6            | De Bilt           |      | 1934               | 1046,8             | Vlissingen          |
| Officiële records worden altijd gemeten op het KNMI-weerstation in De Bilt. Landelijke records kunnen worden gemeten op elk officieel KNMI-weerstation in Nederland. |                   |                   |                   |      |                    |                    |                     |

Uitzonderlijke gebeurtenissen
- 1901 - Officieel laagste minimumtemperatuur in °C van het jaar gemeten in De Bilt: −12,9
- 1987 - Landelijk maandrecord langste neerslagduur in uren van februari gemeten in Maastricht: 24,0. Samen met 16 februari 1969
- 1994 - Officieel maandrecord laagste etmaalgemiddelde relatieve vochtigheid in % van februari gemeten in De Bilt: 42
- 1994 - Landelijk maandrecord laagste etmaalgemiddelde relatieve vochtigheid in % van februari gemeten in Leeuwarden en Twenthe: 40. Samen met 14 februari 1994 en 14 februari 2021
- 2017 - Eerste landelijke zachte dag van het jaar gemeten in Eindhoven, Ell, Gilze-Rijen, Maastricht, Volkel en Woensdrecht (maximumtemperatuur ≥ 15 °C op een officieel weerstation)
- 2024 - Officieel hoogste etmaalgemiddelde temperatuur in °C van februari dit jaar gemeten in De Bilt: 12,8 (voorlopig)
- 2024 - Landelijk hoogste etmaalgemiddelde temperatuur in °C van februari dit jaar gemeten in Woensdrecht: 13,9 (voorlopig)
- 2024 - Officieel hoogste minimumtemperatuur in °C van februari dit jaar gemeten in De Bilt: 10,7 (voorlopig)
- 2024 - Landelijk hoogste minimumtemperatuur in °C van februari dit jaar gemeten in Westdorpe: 12,0 (voorlopig)
- 2024 - Officieel hoogste maximumtemperatuur in °C van februari dit jaar gemeten in De Bilt: 15,5 (voorlopig)
- 2024 - Landelijk hoogste maximumtemperatuur in °C van februari dit jaar gemeten in Woensdrecht: 18,0 (voorlopig)
- 2024 - Eerste officiële zachte dag van het jaar (maximumtemperatuur ≥ 15 °C in De Bilt)
- 2024 - Eerste landelijke zachte dag van het jaar gemeten in Woensdrecht (maximumtemperatuur ≥ 15 °C op een officieel weerstation)

### België
Dagrecords
- 1929 - Laagste etmaalgemiddelde temperatuur −10,4 °C
- 1958 - Hoogste etmaalgemiddelde temperatuur 13,2 °C
- 1929 - Laagste minimumtemperatuur −16,6 °C
- 2019 - Hoogste maximumtemperatuur 18,1 °C
- 1987 - Hoogste etmaalsom van de neerslag 22,2 mm

Uitzonderlijke gebeurtenissen
- 1929 - IJsdammen in rivieren en kanalen. Op de Maas en de Noordzee zijn er ijsschotsen.
- 1995 - Een tornado veroorzaakt schade in Rêves (Les Bons Villers), nabij Charleroi.
- 1998 - Hoge maximumtemperaturen: 18,5 °C in Hastière.

<< · 1 · 2 · 3 · 4 · 5 · 6 · 7 · 8 · 9 · 10 · 11 · 12 · 13 · 14 · 15 · 16 · 17 · 18 · 19 · 20 · 21 · 22 · 23 · 24 · 25 · 26 · 27 · 28 · 29 · (30) · >>